# Alfred af Sachsen-Coburg og Gotha
Alfred (engelsk: Alfred Ernest Albert; 6. august 1844 – 30. juli 1900) var hertug af Sachsen-Coburg og Gotha fra 1893 til 1900 hertug af Edinburgh og prins af Storbritannien.
Alfred var den næstældste søn og det 4. barn af dronning Victoria af Storbritannien og prins Albert af Sachsen-Coburg og Gotha. I 1893 efterfulgte han sin barnløse onkel, Ernst 2., hertug af Sachsen-Coburg og Gotha, som regerende hertug i det tyske hertugdømme.

## Barndom
Prins Alfred blev født den 6. august 1844 på Windsor Castle i Berkshire i England og var det eneste af kongeparrets børn, der ikke blev født på Buckingham Palace i London. Han blev døbt af ærkebiskoppen af Canterbury William Howley den 6. september 1844 i det private kapel på Windsor Castle med navnene Alfred Ernest Albert. I familien blev han kendt under kælenavnet Affie.
Ved sin fødsel var han nummer to i den britiske tronfølge efter sin ældre bror Albert Edward, prins af Wales. De første år blev de to brødre opdraget sammen, og de blev stærkt knyttet til hinanden.
Alfred fik en uddannelse i den britiske flåde, Royal Navy.
I 1866 blev han udnævnt til hertug af Edinburgh, jarl af Ulster og Kent.

## Ægteskab
I 1874 blev han gift med storfyrstinde Maria Alexandrovna af Rusland, eneste overlevende datter af kejser Alexander 2. af Rusland. Brylluppet stod i vinterpaladset i Skt. Petersborg.
Giftemålet blev mødt med en vis skepsis af dronning Victoria, og Maria blev aldrig særlig afholdt i England, hvor man opfattede hende som arrogant. Maria brød sig heller ikke om landet, og klagede over den dårlige mad og klimaet.
Efter hendes ankomst til landet insisterede hun på at have rang efter dronningen med henvisning til hendes status som russisk kejserdatter, hvilket dog blev hende nægtet, og hun fik rang prinsessen af Wales, Alexandra af Danmark.
Selve ægteskabet mellem Alfred og Maria blev forholdsvis ulykkeligt. Parret havde vidt forskellige interesser og holdninger og var ofte adskilt i længere perioder.
Parret fik Clarence House som bolig i London.

## Regerende hertug af Sachsen-Coburg-Gotha
Den 22. august 1893 døde hans barnløse farbror, hertug Ernst 2., der regerede i det lille tyske dobbelthertugdømme Sachsen-Coburg og Gotha. Da Alfreds storebror, Albert Edward, forlængst havde afsagt sig sin arveret til fordel for Alfred, efterfulgte Alfred ham som regerende hertug. Familien forlod Storbritannien for at bosætte sig i deres nye land, hvilket især var til glæde for hertuginde Maria, der nød rollen som førstedame.
Først blev han betragtet som en fremmed og mødt med kølighed, men han opnåede efterhånden at blive populær.
Hertug Alfred døde efter knap syv års regering som 55-årig den 30. juli 1900 på Schloss Rosenau nær Coburg. Da hans eneste søn, arveprins Alfred, var død i 1899, blev han efterfulgt som hertug af sin lillebrors ældste søn, Carl Eduard.

## Eksterne links
- Wikimedia Commons har flere filer relateret til Alfred af Sachsen-Coburg og Gotha

| AlfredHuset Sachsen-Coburg og GothaSidelinje af Huset WettinFødt: 6. august 1844 Død: 30. juli 1900 |                                               |                            |
| Titler som regent                                                                                   |                                               |                            |
| Foregående: Ernst 2.                                                                                | Hertug af Sachsen-Coburg og Gotha 1893 – 1900 | Efterfølgende: Carl Eduard |